# Condado de Langlade
O Condado de Langlade é um dos 72 condados do Estado americano do Wisconsin. A sede do condado é Antigo, e sua maior cidade é Antigo. O condado possui uma área de 2 300 km² (dos quais 39 km² estão cobertos por água), uma população de  habitantes, e uma densidade populacional de  hab/km² (segundo o censo nacional de 2000). O condado foi fundado em 1879.